# Tatăl meu e cel mai tare
Tatăl meu e cel mai tare este un film românesc din 2012 regizat de Radu Potcoavă. Rolurile principale au fost interpretate de actorii Gavril Pătru, Alfred Wegeman, Valentin Popescu.

## Distribuție
Distribuția filmului este alcătuită din:
- Emilian Oprea — Grozavu
- Ștefan Iancu — Filip
- Valentin Popescu
- Gavril Pătru — Tavi
- Alfred Wegeman — Andrei
- Ioana Flora — Cati
- Sergiu Costache